# Nephrolepis × pseudobiserrata
Nephrolepis × pseudobiserrata là một loài dương xỉ trong họ Nephrolepidaceae. Loài này được Miyam. mô tả khoa học đầu tiên năm 2005.
Danh pháp khoa học của loài này chưa được làm sáng tỏ. 